# Cunonia varijuga
Cunonia varijuga är en tvåhjärtbladig växtart som beskrevs av Hoogland. Cunonia varijuga ingår i släktet Cunonia och familjen Cunoniaceae. Inga underarter finns listade i Catalogue of Life.